# Deutschlandfunk Kultur

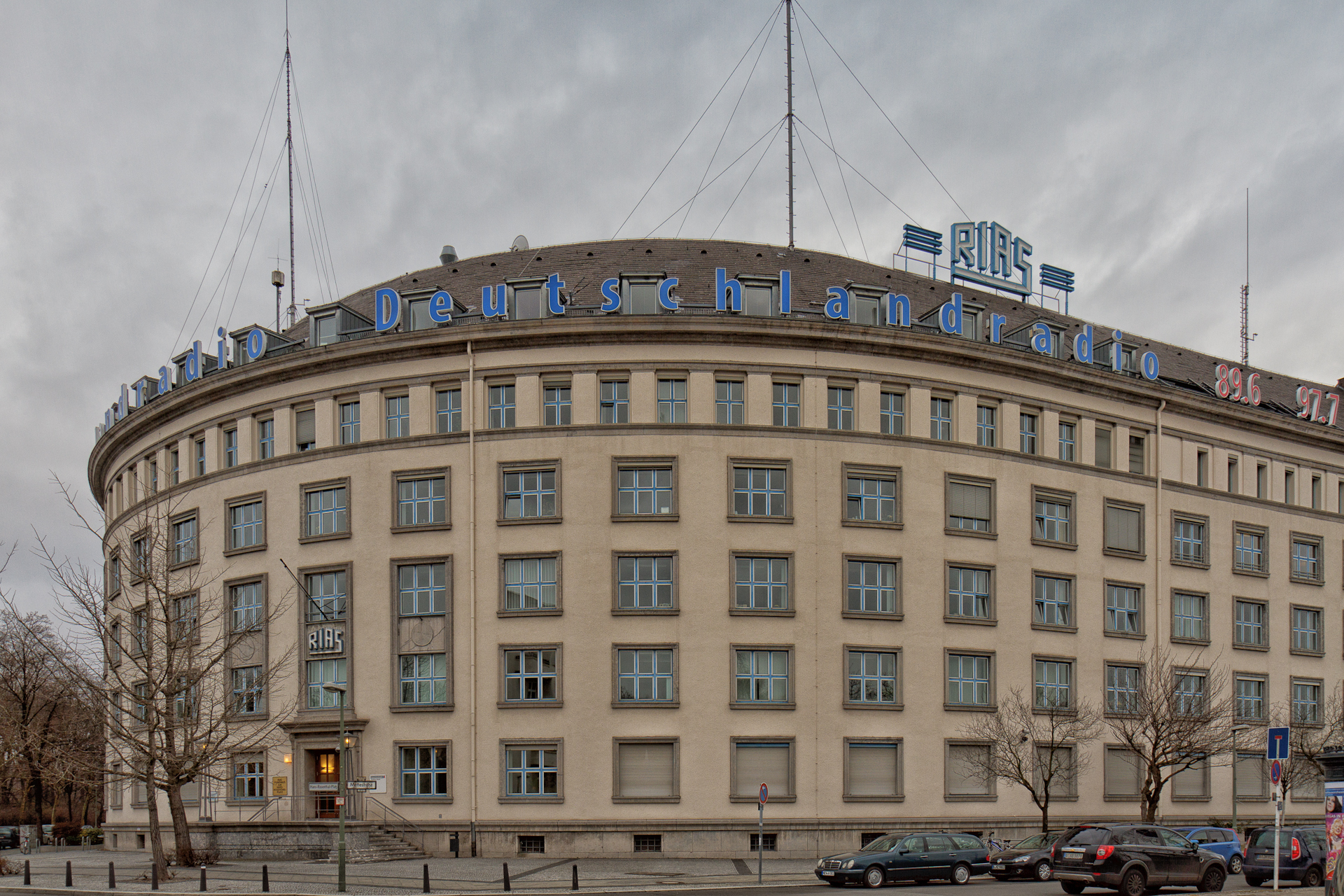
Studio aan de Hans-Rosenthal-Platz in Berlijn (2005)

Deutschlandfunk Kultur (afkorting: DLF Kultur) is een cultuurgeoriënteerde radiozender van Deutschlandradio. Van 1994 tot maart 2005 droeg de zender de naam DeutschlandRadio Berlin. Standplaats is het voormalige RIAS-gebouw aan de Hans-Rosenthal-Platz in Berlijn-Schöneberg.

## Programma
Deutschlandfunk Kultur is vooral vanwege de vele hoorspelen bekend. Kern van het programma zijn de actuele gebeurtenissen in de kunst, cultuur en wetenschap. Deutschlandfunk Kultur is volledig reclamevrij.

## Geschiedenis
In 1994 werden Deutschlandfunk (Keulen), RIAS (West-Berlijn) en delen van Stimme der DDR en Radio DDR 2 (Oost-Berlijn), die als Deutschlandsender Kultur (DS Kultur) de wende overleefd hadden, onder het dak van één publieke omroep met de naam Deutschlandradio samengevoegd. Deelnemers in deze coöperatie zijn ARD, ZDF en alle 16 deelstaten van Duitsland. Omdat het programma van de vroegere omroep Deutschlandfunk zijn naam en zijn programmastructuur behouden mocht, werd in Berlijn een volledig nieuw programma opgezet: DeutschlandRadio Berlin (DLR Berlin). Op 7 maart 2005 ging het vernieuwde programma onder de nieuwe naam Deutschlandradio Kultur op zender.

## Ontvangst
Deutschlandfunk Kultur wordt via FM en DAB uitgezonden. In delen van Nederland en België is het station via de FM te ontvangen. Daarnaast is het station via satellietpositie Astra 19,2°O in heel Europa te ontvangen.